# Mark 101 Lulu

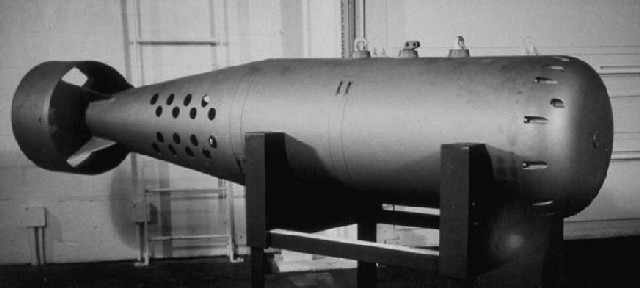
La Mk-101 Lulu.

La Mark 101 Lulu était une bombe atomique américaine, développée pour exploser sous la surface de la mer, après avoir été larguée par avion. Elle a été imaginée par la marine américaine en collaboration avec la commission de l'énergie atomique dans les années 1950.

## Histoire
La bombe transportait une ogive nucléaire W34, d'une puissance explosive d'environ 11 kilotonnes. Elle a été déployée par la marine américaine à des fins de guerre anti-sous-marine, et produite dans au moins cinq modèles différents, de 1958 à 1971. Ces armes nucléaires étaient également stockées à l’étranger dans les bases des alliés de l’OTAN, sous la garde et le contrôle des américains. Cette bombe a par exemple été stockée sur la base aérienne St. Mawgan en Cornouailles, et transportée par les avions de patrouille britanniques Avro Shackleton et les avions de patrouille P-2 Neptune et P-3 Orion de la marine royale néerlandaise. La Mk 101 Lulu n'a jamais été utilisée au combat.
La bombe nucléaire polyvalente B57 a commencé à remplacer la Mk-101 Lulu au milieu des années 1960. La B-57 était une bombe qui pouvait être utilisée par des avions tactiques contre des cibles terrestres, ainsi qu’être larguée en profondeur.
La Mk 101 Lulu était longue de 2,29 m, et avait un diamètre de 46 cm. Elle pesait envie 540 kg. Lors de ses années de service dans la RAF, la bombe était désignée sous le nom de Bomb, AS, 1200 lb, MC.
La Lulu manquait d'un dispositif de sécurité : si une bombe armée Mk 101 Lulu, tombait accidentellement d'un avion alors qu'il était stationné sur le pont d'un navire de guerre, et qu'elle roulait ensuite par-dessus bord, elle exploserait à la profondeur prédéfinie, détruisant alors le navire dans son entièreté.
L'ogive nucléaire W34 de la bombe a également été utilisée dans plusieurs autres armes telles que la torpille Mark 45 et la Mk 105 Hotpoint. Une version anglaise de l’ogive, nom de code « Peter », a été utilisée comme primaire pour l'arme thermonucléaire Yellow Sun, et avec le nom de code Python dans la bombe nucléaire américaine B28.